# Bai pong moan
Bai pong moan (tiếng Khmer: បាយពងមាន់, bay pông moăn [baːj pɔːŋ mŏən], ''Cơm Trứng Gà'') là một món ăn của Campuchia, bao gồm trứng chiên và cơm trắng. Trứng đánh tan được ưa thích hơn và các loại thảo mộc được thêm vào nhằm gia tăng hương vị. Trứng còn nguyên chưa đánh tan thường được nấu chín cho đến khi giòn ở một mặt và hơi sống ở mặt còn lại. Muối và nước tương được dùng để tạo hương vị cho trứng, và nước tương cũng có thể được dùng chan lên cơm. Do có nhiều trứng và cơm ở Campuchia, bai pong moan là một món ăn thông dụng, dùng để ăn no hơn là dành cho người sành ăn. Đây là một món ăn rẻ tiền và dễ chế biến, chẳng hạn như ramen ăn liền hoặc macaroni và pho mát.

## Biến thể
- Bai pong moan kralok (បាយពងមាន់ក្រឡុក, bay pông moăn krâlŏk) - Trứng đánh tan với nhiều loại rau thơm chọn lựa, ăn kèm với cơm nhưng thường không có nước tương
- Bai pong moan mul (បាយពងមាន់មូល, bay pông moăn mul) - Trứng còn nguyên lòng đỏ nấu chín cho đến khi giòn. Biến thể này thường ăn kèm nước tương và cơm.
- Pong moan bampong (ពងមាន់បំពង, pông moăn bâmpông) - Trứng chiên giòn dùng làm món ăn nhẹ, thường ăn kèm không có cơm.